# マンザニータ

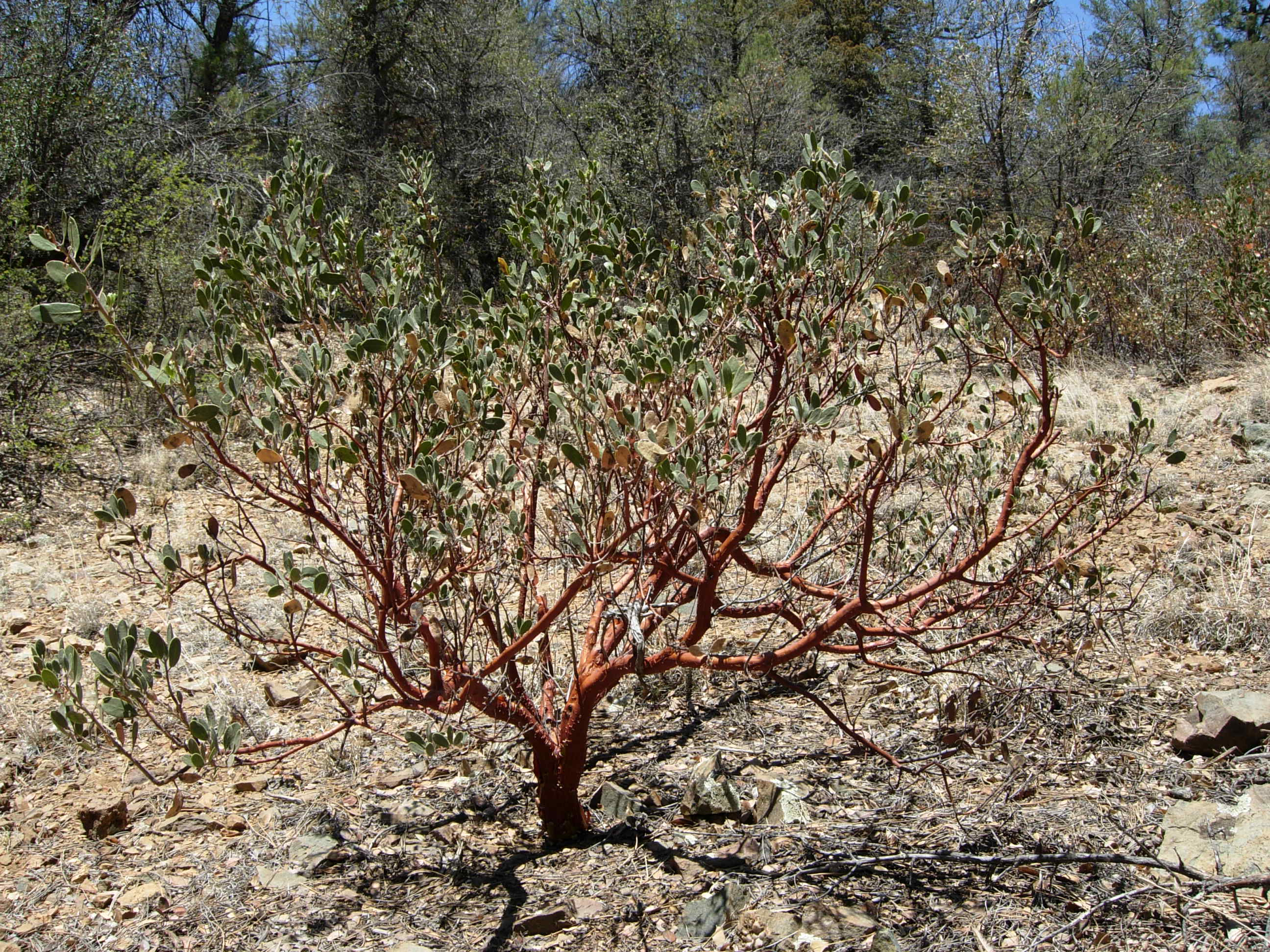
Manzanita

マンザニータ（英語: Manzanita）とは、ツツジ科クマコケモモ属の木の総称。常緑の低木でありカナダのブリティッシュコロンビア州南部やアメリカ合衆国のワシントン州からオレゴン州、カリフォルニア州、アリゾナ州、ニューメキシコ州、テキサス州、さらにメキシコにかけての北米西部の低木林にひろく自生する。
マンザニータは痩せて乾燥した土地でも育ち、オレンジ色または赤い滑らかな樹皮と、堅くねじれた枝が特徴である。105の種と亜種があり、うち95種は地中海性気候の地域やカリフォルニアの冷涼な山岳地帯で見られる。海岸や山岳地帯の草原で見られる地を這うような灌木から、高さ6メートル（20フィート）に育つものまである。冬から早春にかけて花をつけ、春から夏には実を結ぶ。実や花は多くの種で食用となる。